# Duits voetbalkampioenschap 1935/36
1935/36 was het 29ste Duitse voetbalkampioenschap ingericht door de DRL (Deutscher Reichsbund für Leibesübungen).
Titelverdediger Schalke kon zich niet voor een vierde opeenvolgende keer plaatsen voor de finale en verloor in de halve finale van de latere kampioen. Verrassing van de eindronde was de Silezische kampioen Vorwärts RaSpo Gleiwitz die het tot in de halve finale schopte.
Neurenberg won ook de Tschammerpokal, de voorloper van de huidige DFB-Pokal en haalde zo als eerste club in de geschiedenis de dubbel binnen.

## Deelnemers aan de eindronde
| Club                    | Gekwalificeerd als                  |
| ----------------------- | ----------------------------------- |
| Hindenburg Allenstein   | Kampioen Gauliga Ostpreußen         |
| Viktoria Stolp          | Kampioen Gauliga Pommern            |
| Berliner SV 92          | Kampioen Gauliga Berlin-Brandenburg |
| Vorwärts RaSpo Gleiwitz | Kampioen Gauliga Schlesien          |
| PSV Chemnitz            | Kampioen Gauliga Sachsen            |
| 1. SV Jena              | Kampioen Gauliga Mitte              |
| Eimsbütteler TV         | Kampioen Gauliga Nordmark           |
| SV Werder Bremen        | Kampioen Gauliga Niedersachsen      |
| FC Schalke 04           | Kampioen Gauliga Westfalen          |
| Fortuna Düsseldorf      | Kampioen Gauliga Niederrhein        |
| CfR 1899 Köln           | Kampioen Gauliga Mittelrhein        |
| 1. Hanauer FC 1893      | Kampioen Gauliga Hessen             |
| VfR Wormatia Worms 08   | Kampioen Gauliga Südwest            |
| SV Waldhof 07           | Kampioen Gauliga Baden              |
| SV Stuttgarter Kickers  | Kampioen Gauliga Württemberg        |
| 1. FC Nürnberg          | Kampioen Gauliga Bayern             |

## Groepsfase

### Groep A
| Datum         | Teams                 | Teams | Teams                 | Uitslag   | Stadion                    |
| 5 april 1936  | FC Schalke 04         | –     | Berliner SV 92        | 4:0 (2:0) | Gelsenkirchen, Glückauf-KB |
| 5 april 1936  | PSV Chemnitz          | –     | Hindenburg Allenstein | 4:1 (2:1) | Chemnitz, Gellertstr.      |
| 19 april 1936 | Berliner SV 92        | –     | PSV Chemnitz          | 1:4 (1:0) | Berlijn, Stadion Eichkamp  |
| 19 april 1936 | Hindenburg Allenstein | –     | FC Schalke 04         | 1:4 (1:2) | Königsberg, Stadion        |
| 26 april 1936 | FC Schalke 04         | –     | PSV Chemnitz          | 2:3 (1:0) | Dortmund, Rothe Erde       |
| 26 april 1936 | Berliner SV 92        | –     | Hindenburg Allenstein | 3:1 (1:0) | Berlijn, Stadion Plumpe    |
| 3 mei 1936    | PSV Chemnitz          | –     | Berliner SV 92        | 4:1 (0:1) | Chemnitz, Südstadion       |
| 3 mei 1936    | FC Schalke 04         | –     | Hindenburg Allenstein | 7:0 (4:0) | Bochum, TuS-Stadion        |
| 10 mei 1936   | Berliner SV 92        | –     | FC Schalke 04         | 2:3 (1:2) | Berlijn, Poststadion       |
| 10 mei 1936   | Hindenburg Allenstein | –     | PSV Chemnitz          | 2:3 (2:0) | Allenstein, Stadion        |
| 17 mei 1936   | Hindenburg Allenstein | –     | Berliner SV 92        | 1:3 (1:2) | Allenstein, Stadion        |
| 17 mei 1936   | PSV Chemnitz          | –     | FC Schalke 04         | 1:2 (0:2) | Dresden, Am Ostragehege    |

### Groep B
| Datum         | Teams             | Teams | Teams             | Uitslag   | Stadion                      |
| 5 april 1936  | Eimsbütteler TV   | –     | Vorwärts Gleiwitz | 3:0 (2:0) | Hamburg, Victoria-Platz      |
| 5 april 1936  | Werder Bremen     | –     | Viktoria Stolp    | 6:0 (2:0) | Bremen, Weserstadion         |
| 19 april 1936 | Vorwärts Gleiwitz | –     | Werder Bremen     | 5:2 (1:1) | Gleiwitz, Jahnstadion        |
| 19 april 1936 | Viktoria Stolp    | –     | Elmsbütteler TV   | 1:0 (1:0) | Stolp, Germania-Platz        |
| 26 april 1936 | Vorwärts Gleiwitz | –     | Viktoria Stolp    | 5:0 (3:0) | Gleiwitz, Jahnstadion        |
| 26 april 1936 | Elmsbütteler TV   | –     | Werder Bremen     | 1:6 (1:2) | Altona, AFC93-Stadion        |
| 3 mei 1936    | Werder Bremen     | –     | Vorwärts Gleiwitz | 2:4 (1:2) | Bremen, Weserstadion         |
| 3 mei 1936    | Eimsbütteler TV   | –     | Viktoria Stolp    | 2:1 (0:0) | Hamburg, Tribünensportplatz  |
| 10 mei 1936   | Vorwärts Gleiwitz | –     | Eimsbütteler TV   | 4:1 (2:0) | Gleiwitz, Jahnstadion        |
| 10 mei 1936   | Viktoria Stolp    | –     | Werder Bremen     | 1:4 (1:2) | Stolp, Germania-Platz        |
| 17 mei 1936   | Werder Bremen     | –     | Eimsbütteler TV   | 2:0 (2:0) | Braunschweig, Eintracht-Std. |
| 17 mei 1936   | Viktoria Stolp    | –     | Vorwärts Gleiwitz | 1:3 (1:3) | Stettin, SSC-Stadion         |

### Groep C
| Datum         | Teams               | Teams | Teams               | Uitslag   | Stadion                        |
| 5 april 1936  | 1. FC Nürnberg      | –     | Stuttgarter Kickers | 2:0 (2:0) | Neurenberg, Städt. Stadion     |
| 5 april 1936  | Wormatia Worms      | –     | 1. SV Jena          | 3:1 (2:1) | Worms, Wormatia-Platz          |
| 19 april 1936 | Stuttgarter Kickers | –     | Wormatia Worms      | 3:2 (2:0) | Stuttgart, Degerlochstadion    |
| 19 april 1936 | 1. SV Jena          | –     | 1. FC Nürnberg      | 1:5 (0:2) | Jena, 1.-SV-Platz              |
| 26 april 1936 | Wormatia Worms      | –     | 1. FC Nürnberg      | 2:2 (1:1) | Frankfurt am Main, Waldstadion |
| 26 april 1936 | Stuttgarter Kickers | –     | 1. SV Jena          | 1:0 (1:0) | Eßlingen, Sportfreunde-Platz   |
| 3 mei 1936    | Wormatia Worms      | –     | Stuttgarter Kickers | 6:2 (4:0) | Worms, Wormatia-Platz          |
| 3 mei 1936    | 1. FC Nürnberg      | –     | 1. SV Jena          | 3:0 (1:0) | Neurenberg, Zerzabelshof       |
| 10 mei 1936   | Stuttgarter Kickers | –     | 1. FC Nürnberg      | 0:5 (0:2) | Stuttgart, Adolf-Hitler-KB     |
| 10 mei 1936   | 1. SV Jena          | –     | Wormatia Worms      | 3:1 (2:1) | Jena, 1.-SV-Platz              |
| 17 mei 1936   | 1. FC Nürnberg      | –     | Wormatia Worms      | 2:1 (1:1) | Augsburg, Schwaben-Platz       |
| 17 mei 1936   | 1. SV Jena          | –     | Stuttgarter Kickers | 2:0 (1:0) | Weimar, Stadion                |

### Groep D
| Datum         | Teams              | Teams | Teams              | Uitslag   | Stadion                    |
| 5 april 1936  | Fortuna Düsseldorf | –     | FC Hanau 93        | 3:1 (1:0) | Duisburg, Wedaustadion     |
| 5 april 1936  | SV Waldhof 07      | –     | Kölner CfR         | 2:0 (1:0) | Karlsruhe, Wildparkstadion |
| 19 april 1936 | Kölner CfR         | –     | Fortuna Düsseldorf | 0:2 (0:1) | Keulen, Stadion            |
| 19 april 1936 | FC Hanau 93        | –     | SV Waldhof 07      | 0:0 (0:0) | Hanau, Wilhelmsbad         |
| 26 april 1936 | SV Waldhof 07      | –     | Fortuna Düsseldorf | 0:4 (0:2) | Mannheim, Stadion          |
| 26 april 1936 | FC Hanau 93        | –     | Kölner CfR         | 3:0 (1:0) | Hanau, Wilhelmsbad         |
| 3 mei 1936    | SV Waldhof 07      | –     | FC Hanau 93        | 1:0 (0:0) | Mannheim, Stadion          |
| 3 mei 1936    | Fortuna Düsseldorf | –     | Kölner CfR         | 3:0 (1:0) | Düsseldorf, Rheinstadion   |
| 10 mei 1936   | FC Hanau 93        | –     | Fortuna Düsseldorf | 5:1 (3:1) | Kassel, Kurhessen-Stadion  |
| 10 mei 1936   | Kölner CfR         | –     | SV Waldhof 07      | 3:2 (0:1) | Bonn, Stadion              |
| 17 mei 1936   | Fortuna Düsseldorf | –     | SV Waldhof 07      | 3:1 (1:0) | Düsseldorf, Rheinstadion   |
| 17 mei 1936   | Kölner CfR         | –     | FC Hanau 93        | 1:0 (1:0) | Keulen, CfR-Platz          |

## Halve finale
| Datum       | Teams              | Teams | Teams                   | Uitslag   | Stadion                    |
| 7 juni 1936 | 1. FC Nürnberg     | –     | FC Schalke 04           | 2:0 (0:0) | Stuttgart, Adolf-Hitler-KB |
| 7 juni 1936 | Fortuna Düsseldorf | –     | Vorwärts RaSpo Gleiwitz | 3:1 (0:1) | Dresden, Am Ostragehege    |

## Wedstrijd om de derde plaats
| Datum        | Teams         | Teams | Teams                   | Uitslag   | Stadion              |
| 20 juni 1936 | FC Schalke 04 | –     | Vorwärts RaSpo Gleiwitz | 8:1 (3:0) | Berlijn, Poststadion |

## Finale
| Datum        | Teams          | Teams | Teams              | Uitslag             | Stadion              |
| 21 juni 1936 | 1. FC Nürnberg | –     | Fortuna Düsseldorf | 2:1 n.v. (1:1, 1:1) | Berlijn, Poststadion |

Voor 45.000 toeschouwers scoorde Josef Nachtigall al na 3 minuten voor de Rijnlanders. Max Eiberger maakte gelijk in de 34st minuut en verder werd er niet gescoord in de reguliere speeltijd waardoor er verlengingen nodig waren. Hier scoorde Karl Gußner pas in de 120ste minuut voor Nürnberg dat zo zijn zesde titel binnen rijfde.